# كينا
الكَيْنَة أو الكينا أو القَنَقِينَة أو السنكونا أو کنکینا هو جنس من النباتات المزهرة في العائلة الفوية التي تحوي 23 نوعا من الأشجار والشجيرات (الجنبات). كلها موطنها غابات الأنديز الاستوائية في غرب أمريكا الجنوبية. جُنّس عددٌ قليل من الأنواع في أمريكا الوسطى وجامايكا وبولينيزيا الفرنسية وسولاويزي وسانت هيلانة في جنوب المحيط الأطلسي وساو تومي وبرينسيبي قبالة سواحل إفريقيا الاستوائية، وزرعت أنواع أخرى في الهند وجاوا.
كانت الكينا تطلب سابقًا لقيمتها الطبية، إذ ينتج لحاء العديد من أنواعها الكينين والقلويدات الأخرى التي كانت العلاجات الفعالة الوحيدة ضد الملاريا في ذروة الاستعمار الأوروبي، مما جعلها ذات أهمية اقتصادية وسياسية كبيرة.
أدى إنتاج الكينين اصطناعياً في عام 1944، وزيادة الأشكال المقاومة للملاريا، وظهور العلاجات البديلة في النهاية إلى إنهاء الاهتمام الاقتصادي بزراعة الكينا على نطاق واسع. بينما بقيت قلويدات الكينا واعدة في علاج الملاريا المنجلية، التي طورت مقاومة للأدوية الاصطناعية. وما تزال نباتات الكينا تحظى بالاحترام لإرثها التاريخي؛ وتتخذ دولة البيرو من جنس الكينا شجرة وطنية.